# Ланкастер Тауншип (округ Ланкастер, Пенсільванія)
Ланкастер Тауншип (англ. Lancaster Township) — селище (англ. township) в США, в окрузі Ланкастер штату Пенсільванія. Населення — 18 642 особи (2020).

## Демографія
Згідно з переписом 2010 року, у селищі мешкало 16 149 осіб у 6450 домогосподарствах у складі 3911 родини. Було 6788 помешкань
Расовий склад населення:
| - 75,4 % — білих - 9,7 % — чорних або афроамериканців - 2,6 % — азіатів - 0,5 % — корінних американців - 8,6 % — осіб інших рас |

До двох чи більше рас належало 3,2 %. Частка іспаномовних становила 19,3 % від усіх жителів.
За віковим діапазоном населення розподілялося таким чином: 19,8 % — особи молодші 18 років, 63,0 % — особи у віці 18—64 років, 17,2 % — особи у віці 65 років та старші. Медіана віку мешканця становила 38,9 року. На 100 осіб жіночої статі у селищі припадало 90,1 чоловіків;  на 100 жінок у віці від 18 років та старших — 87,2 чоловіків також старших 18 років.
Середній дохід на одне домашнє господарство  становив 68 389 доларів США (медіана — 52 929), а середній дохід на одну сім'ю — 81 687 доларів (медіана — 64 930). Медіана доходів становила 50 314 долари для чоловіків та 32 840 доларів для жінок. За межею бідності перебувало 15,8 % осіб, у тому числі 23,3 % дітей у віці до 18 років та 4,5 % осіб у віці 65 років та старших.
Цивільне працевлаштоване населення становило 7848 осіб. Основні галузі зайнятості: освіта, охорона здоров'я та соціальна допомога — 22,9 %, виробництво — 16,0 %, роздрібна торгівля — 15,3 %.